# Мендиньо
Менди́ньо (гал.-порт. Mendinho или Meendinho соответствует современ. галис. Mendiño, Meendiño) — галисийский жонглёр XIII века, представитель трубадурской школы Пиренейского полуострова.

## Биография

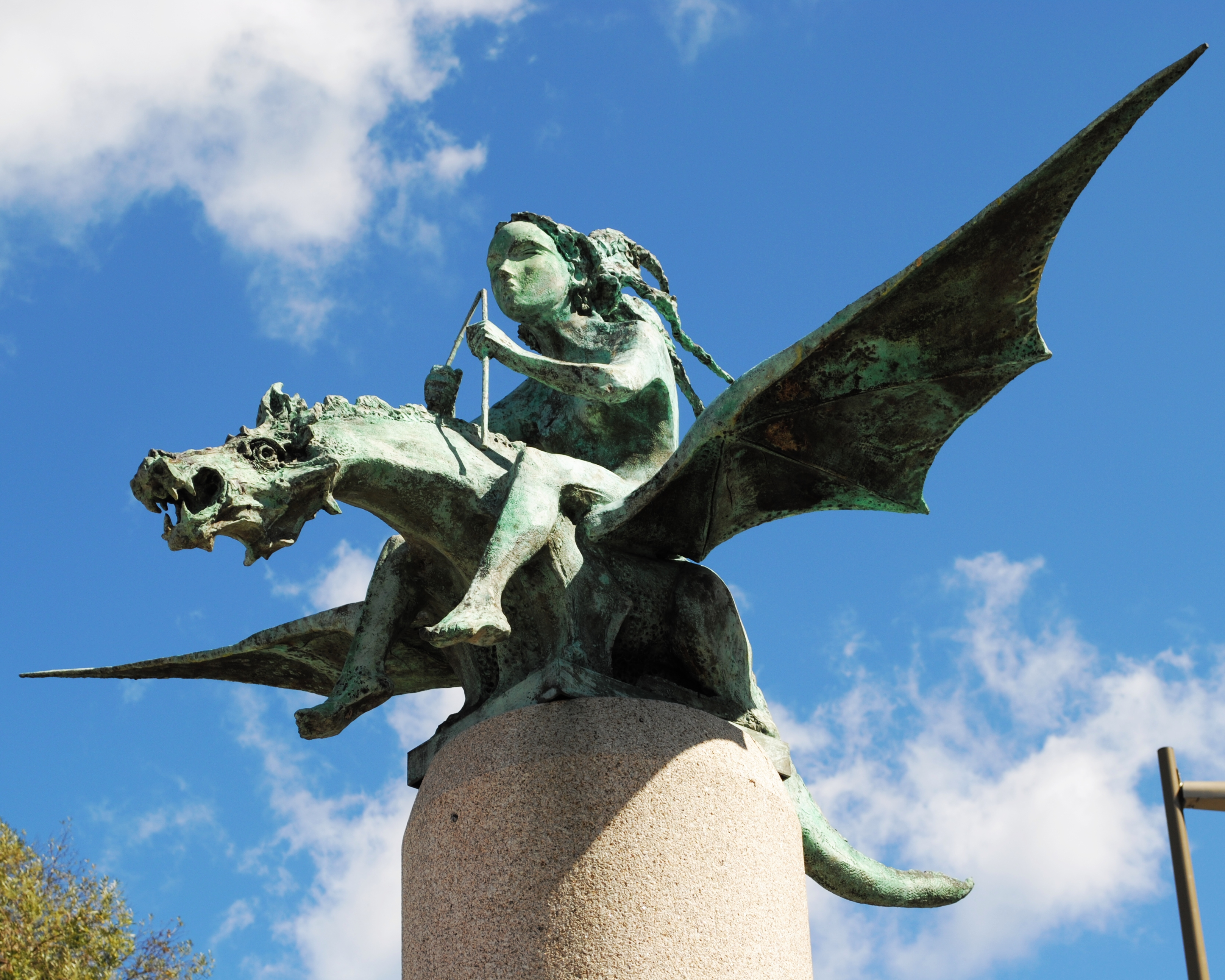
Фея и Дракон. Монумент посвящён Марти́ну Кода́су, Перо Меого, Мендинью, Пайо Гомесу Шариньо, а также поэтам, певцам и трубадурам риа Виго. 2006. Виго.

Личность Мендиньо, как и многих средневековых авторов трубадурской школы Пиренейского полуострова, сокрыта за покровом тайны. Португальский исследователь Антониу Резенде де Оливейра (António Resende de Oliveira), изучив сохранившиеся документы, пришёл к выводу, что никто из упоминаемых в них лиц с именем Мендиньо не соответствует нашему жонглёру, поэтому о его жизненном пути ничего неизвестно. 
Исследователи могут лишь выдвигать гипотезы о вероятном месте рождения Мендиньо, принимая за основу галисийские топонимы.
Возможные варианты имени Мен, Меен или Мендо (Men, Meen, Mendo) являются антропонимами южной части Галисии. В Понтеведра одна из средневековых улиц называлась «дос Меендинос» (dos Meendinos). Кроме этого недалеко от Виго имеется место под названием «Мендо» (O Mendo).
Вероятно, что эти названия обусловили варианты орфографии имени жонглёра:
от улицы dos Meendinos > Meendinho или современ.: Meendiño;
от Mendo > Mendinho или в наст. время: Mendiño.
В  средневековых рукописных сборниках светских кантиг на галисийско-португальском языке «Песеннике Национальной библиотеки» (CB) и «Песеннике Ватикана» (Cancioneiro da Vaticana — CV) имя автора писалось как Meendinho. 
На статус жонглёра указывает употребление в песенниках одного лишь имени автора без фамилии, при этом уменьшительный суффикс может также свидетельствовать о его незнатном происхождении.

## Творчество
До наших дней дошла лишь единственная песня Мендиньо – это кантига о друге (cantiga de amigo) Sedia-m'eu na ermida de San Simion (B 852, V 438).
Кантига может быть датирована концом XIII или началом XIV века. Критики единодушно признают эту песню одной из выдающихся кантиг на галисийско-португальском языке, благодаря которой Мендиньо занял достойное место в истории галисийской литературы.
В кантиге упоминается часовня Святого Симона. Весьма вероятно, что ей является та же часовня, которая располагается на одноимённом маленьком островке в риа Виго. Поэтому считается вполне возможным, что Мендиньо родился либо в Виго, либо в Редонделе, находящейся очень близко от этого острова.

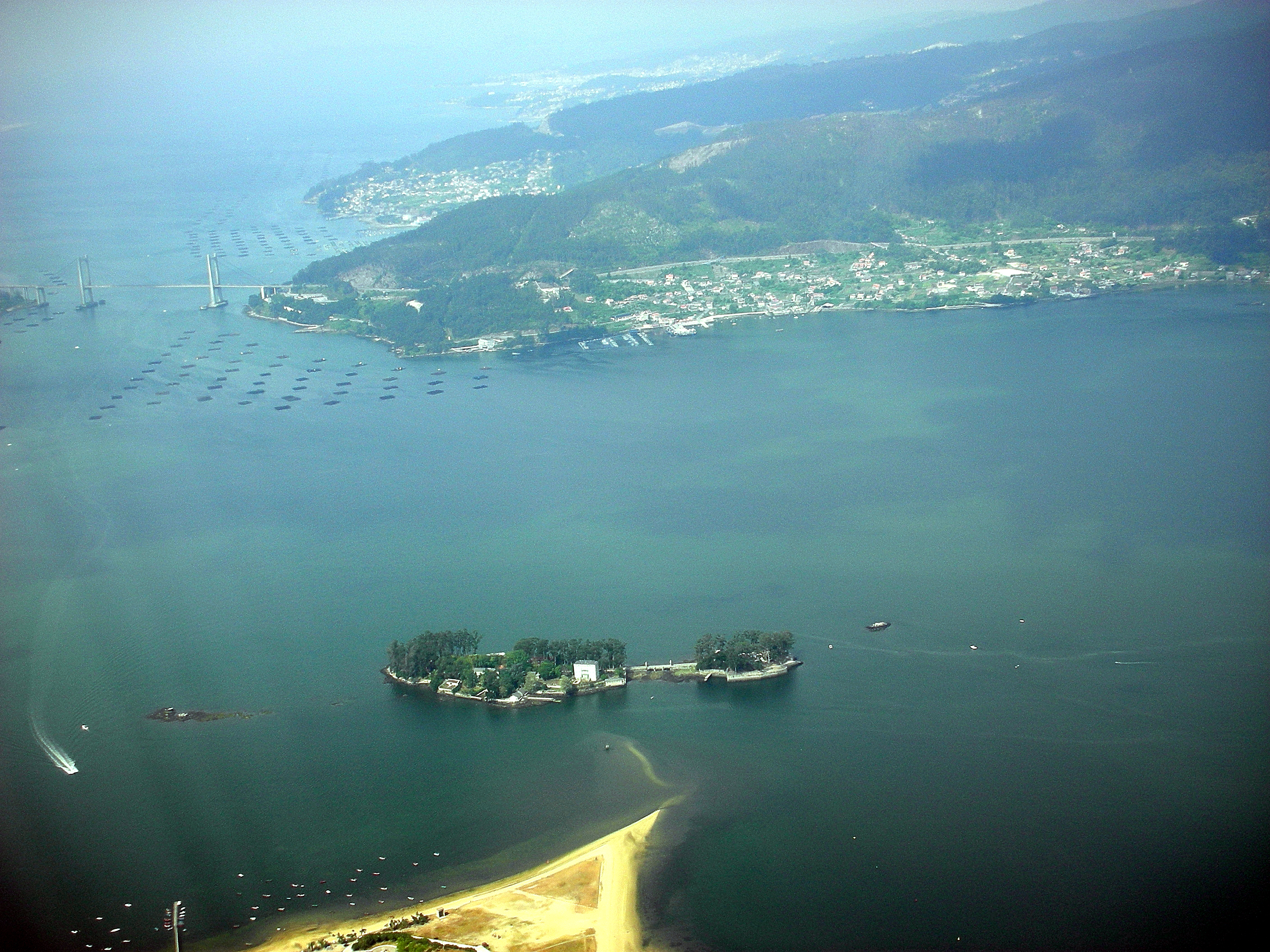
Остров Святого Симона в риа Виго

Песня содержит рефрен и относится к кантигам о святых местах (cantigas de santuário), поджанру песен о друге, так как в ней упоминается часовня Святого Симона (ermida de San Simion).
Единственная песня принесла жонглёру такую известность, что его имя перечисляется среди галисийских  авторов, «без которых немыслимы поэтические антологии европейского средневековья: Перо Меого, Мартин Кодакс, Мендиньо, Фернандо Эскио, Айрас Нунес, Пайо Гомес Шариньо, Нуно Фернандес Торнеол, Перо да Понте…».

## Кантига о другеSedia-m'eu na ermida de San Simion
| Sedia-m' eu na ermida de San Simion e cercaron-mi as ondas, que grandes son: eu atendend' o meu amigo, eu atendend' o meu amigo! Estando na ermida ant' o altar, [ e ] cercaron-mi as ondas grandes do mar: eu atendend' o meu amigo! E cercaron-mi as ondas, que grandes son, non ei [ i ] barqueiro, nen remador: eu atendend' o meu amigo! E cercaron-mi as ondas do alto mar, non ei [ i ] barqueiro, nen sei remar: eu atendend' o meu amigo! Non ei i barqueiro, nen remador, morrerei fremosa no mar maior: eu atendend' o meu amigo! Non ei [ i ] barqueiro, nen sei remar morrerei fremosa no alto mar: eu atendend' o meu amigo! Цит. по: José Joaquim Nunes, Cantigas d'amigo. n. 252, Lisboa 1928. | В часовне Святого Симеона стою, заливают волны часовню мою. Жду я милого друга. Я стою в часовне, алтарь предо мной, заливает часовню морской прибой. Жду я милого друга. Заливает часовню морской волной, нет лодочника, и гребца нет со мной. Жду я милого друга. Заливает высокой волной пути, нет гребца, а я не умею грести. Жду я милого друга. Не умею грести, и гребца нет со мной, знать, погибнуть красавице в бездне морской. Жду я милого друга. Нет гребца, а я не умею грести, в бурном море красавицу не спасти. Жду я милого друга. Перевела Е. Голубева |

Кроме традиционного прочтения текстов рукописей (Teófilo Braga, Varhagen, C. Michaёlis de Vasconcelos, Nunes) итальянский исследователь поэзии галисийско-португальских трубадуров Джузеппе Тавани предложил свой вариант рефрена, с которым согласились многие современные учёные. Вместо традиционных двух повторяющихся строк предложенный Тавани рефрен состоит из одной строки: Eu atendend'o meu amigo. E verrá? – «Я друга жду. Дождусь ли?» в поэтическом переводе А. Косс.
В неполном варианте песня исполнялась на современном португальском языке королевой фаду Амалией Родригеш под названием «Часовня Святого Симона» (Ermida de S. Simeão).

## Память
Памяти Мендиньо и двух других выдающихся галисийских авторов Марти́на Кода́са (Ко́дакса) и Жуана де Кангаса был посвящён День галисийской литературы 17 мая 1998 года. На острове Святого Симона в риа Виго установлена скульптура в честь трёх великих галисийских жонглёров.